# المسجد الأعظم (تينمل)
30°59′04.73″N 8°13′42.51″W / 30.9846472°N 8.2284750°W
مسجد تينمل أو مسجد تينمل الكبير ويُعرف أكثر باسمِ المسجد الأعظم هو مسجدٌ يعودُ للقرن الثاني عشر ويقعُ في قرية تينمل في جبال الأطلس الكبير بالمغرب. على الرغم من أنه لم يعد مسجدًا أو مكانًا للعبادة اليوم كما كان قبل مئات السنين، إلا أنّ بقاياهُ محفوظةٌ ومصانة باعتبارهِ موقعًا تاريخيًا داخل القرية. بُني هذا المسجد في نفسِ الموقع الذي دُفن فيه ابن تومرت مؤسّس الدعوة الموحدية في بلاد المغرب، ويُعتبر نموذجًا هامًا ومثالًا بارزًا على العمارة الموحدية في المغرب.
شُيّد هذا المسجد من لدن الخليفة و مؤسس الدولة الموحدية الفعلي عبد المؤمن بن علي الكومي التلمساني الموحدي حوالي سنة 547 ه‍/ 1153 ويتسعُ بالعرض أكثر من العمق، بينما تُشكّل صومعته استثناءً من حيثُ شكلها إذ تتخذُ تصميمًا مستطيلًا، وتتواجد وراء المحراب حيثُ يبرز هيكلها خارج جدار القبلة، كما يضمُّ المسجد الأعظم بتينمل بيتًا جانبيًا للصلاة ذا تسع بلاطات عمودية، وصحنًا مستطيلَ الشكل.
تعرض المسجد في الثامن من أيلول/سبتمبر2023 لدمارٍ جزئي إلى كبير كما سقطت أجزاءٌ كبيرةٌ من صومعته وذلك بسببِ الزلزال الذي ضرب منطقة الأطلس والذي تسبب في الدمار الجزئي لعددٍ من المباني التاريخية والأثريّة.

## التاريخ

### سيطرة الدولة الموحدية على تينمل
تقعُ قرية تينمل على طول ممر جبل الأطلس الكبير المهم المعروفِ باسم تيزي-ن-تست بين مراكش في الشمال ومنطقة سوس في الجنوب، وكانت العاصمة الأولى للحركة الموحدية التي أسَّسها ابن تومرت، حيثُ استوطنَ أتباعه القرية عام 1124 أو 1125 ميلاديّة وأصبحت القاعدة الرئيسيّة لهم والتي يشنّون منها هجماتهم وغزواتهم على المرابطين الذين كانوا يحكمون المنطقة في ذلك الوقت. قرّرت الدولة الموحدية مباشرةً بعد استيطانها تينمل أو بعد فترةٍ وجيزةٍ بناء أول مسجدٍ في القرية.

### بناء المسجد
عندما توفي ابن تومرت عام 1130، قرّر أتباعه دفنه في القرية التي قطنها كما بنوا ما يُشبه الحرم الديني في موقعِ قبره. قرَّر عبد المؤمن بن علي الذي تولى قيادة الدولة الموحدية من بعد ابن تومرت بناء مسجدٍ جديدٍ بالقربِ من مكان دفن القيادي السابق أو في نفس الموقع وذلك في عام 1148، كما وثَّقت ذلك الوثائق التاريخية. :96 أرَّخَ كتاب روض القرطاس تاريخ تأسيس المسجد في 1153-1154م (548هـ)، ومن المرجح أنّ هذا الاختلاف الطفيف في التاريخ الدقيق لبناية المسجد راجعٌ للخلطِ غير المتعمّد بينَ المسجد الجديد ومسجد تينمل القديم الذي كان مكانًا للعبادة والصلاة. بدأَ بناء المسجد بعد فترةٍ وجيزةٍ من فتح مراكش (1147) وبدء بناء مسجد الكتبية هناك. تُظهر الهندسة المعمارية لمسجد تينمل العديد من أوجه التشابه مع جامع الكتبية، ومن المحتمل أنه قد بُني وصُمِّمَ من قِبل حِرفيين من مراكش. كان المسجد أصغر حجمًا من المساجد الموحدية الكبرى الأخرى حيث صُمّمَ ليُناسب حجم تينمل، ورغم ذلك فقد حظي بشهرة كبيرة، حيث دُفن عددٌ من حكام الموحدين اللاحقين بالقربِ منه لما مثّله من رمزيّة للدولة الموحدية التي دخلت في حربٍ معَ الدولة المرينية فاتخذ الموحدون في مراكش موقفًا نهائيًا بالصمودِ في تينمل حتى هُزم آخر قادتهم وتم أسرهم هناك عام 1275.

### العصر الحديث
تعرض المسجد للخراب مع مرور السنين، ورُمِّمَ جزئيًا في منتصفِ القرن العشرين، ثم جدّدت الدولة المغربية أعمال الترميم في تسعينياتِ القرن العشرين. لم يعد المسجد مكانًا للعبادة والصلاة، ولكنه مفتوحٌ للزوار باعتبارهِ موقعًا تاريخيًا، مما يجعله أحد المساجد القليلة في المغرب المفتوحة للزوار المسلمين وغيرِ المسلمين على حدٍ سواء. تمكن المغرب سنة 1995 من تسجيل العديد من المواقع في لائحة التراث العالمي، ومن بينها موقع المسجد الأعظم لتينمل التي انضمت إلى قائمة مواقع التراث العالمي في المغرب سنة 1995 ضمن القائمة الإرشادية المؤقتة لمواقع التراث العالمي لليونسكو. قبل أن تبدأ وزارة الأوقاف والشؤون الإسلامية في كانون الثاني/يناير 2023 العمل على ترميمٍ جديدٍ للمسجد قصد حمايته.

### زلزال 2023
تعرض المسجد لأضرار بالغة في زلزال مراكش آسفي 2023، حيث انهارت أجزاءٌ من برج المئذنة وبعض الجدران الأخرى، ووعدت وزارة الثقافة المغربية بترميمِ المسجد، فيما أشارت اليونسكو إلى أنها ستُرسل فريقا لتقييم الأضرار.

## تاريخ المسجد
تخليداً لذكرى المهدي بن تومرت أمر الحاكم الذي حَكَم خلفه السلطان عبد المومن بن علي الكومي في سنة 1153م ببناء مسجد تينمل.
بُني المسجد بتصميم ذي شكل مستطيل على مساحة طولها 48,10 مترا وعرضها 43,60 مترا وهو محاط بسور مرتفع تعلوه شرفات. تتكون قاعة الصلاة من تسع أروقة موجهة نحو القبلة، كما يشكل التقاء البلاط المحوري والرواق الموازي لجدار القبلة شكلا هندسيا على نحو الحرف اللاتيني T. أما القباب الثلاث فتتوزع بشكل منتظم على طول رواق القبلة، إلا أنه لم يتبق منها إلا واحدة في الزاوية الجنوبية الغربية. ترتكز أروقة المسجد على دعامات مبنية من الآجر بواسطة أقواس متنوعة الأشكال، تساهم في إعطاء جمالية خاصة لقاعة الصلاة، وتعلو المنبر والمحراب صومعة مستطيلة الشكل، وهو ما يعتبر استثناء في هندسة الجوامع بالمغرب. أما الصحن فيمتد شمال غرب قاعة الصلاة وهو محاط بأروقة. من حيث الزخرفية يشكل محراب تينمل إحدى روائع الفن الإسلامي بالمغرب. و صفوة القول أن مسجد تينمل يتميز بأحجام متوازنة وتناسق تركيبي تدريجي لمرافقه المركزة جميعها على عنصر المحراب ليس فقط على مستوى الزخرفة بل وحتى على مستوى الترابطات الهندسية وترابطات الأحجام.

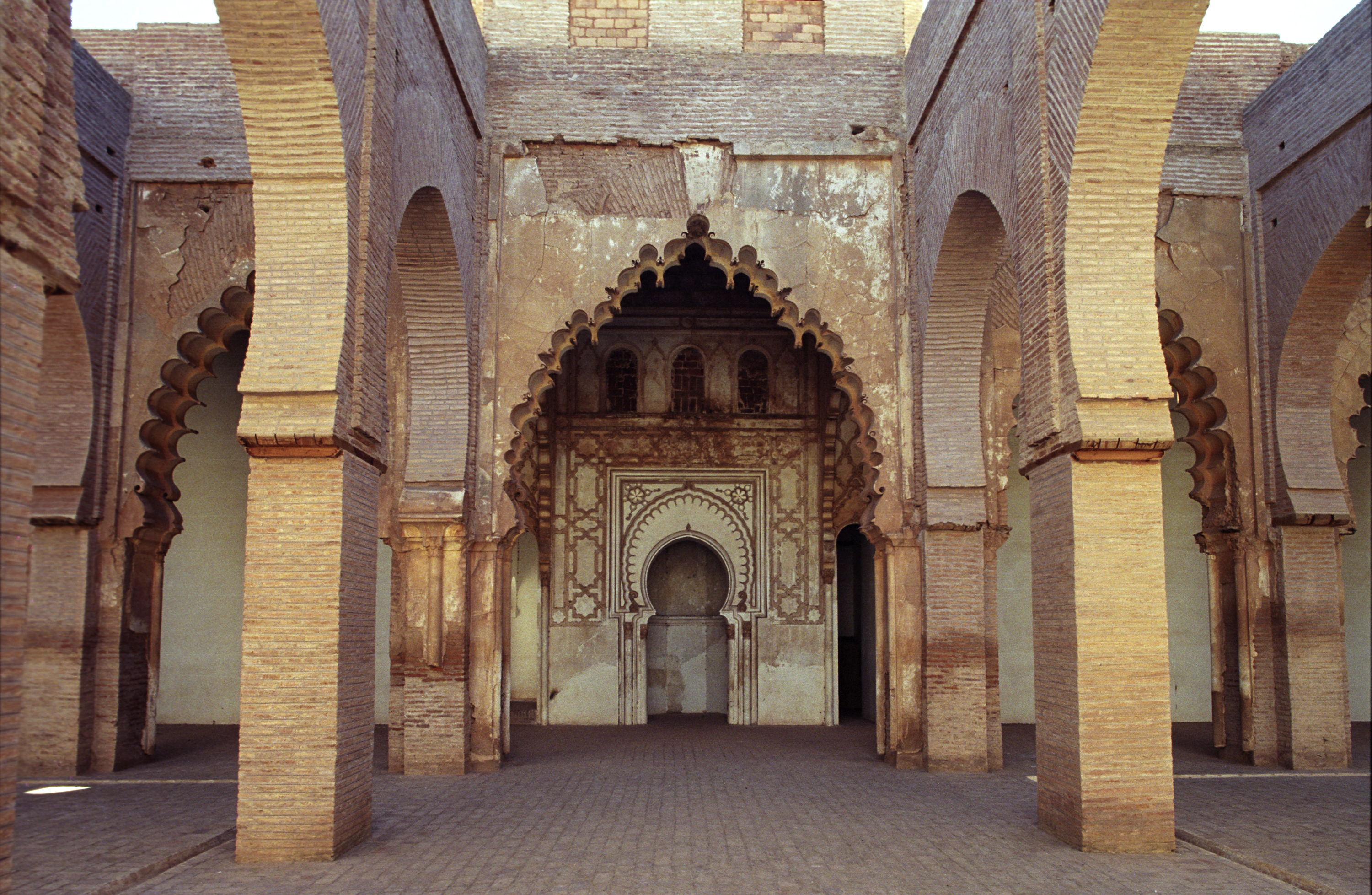
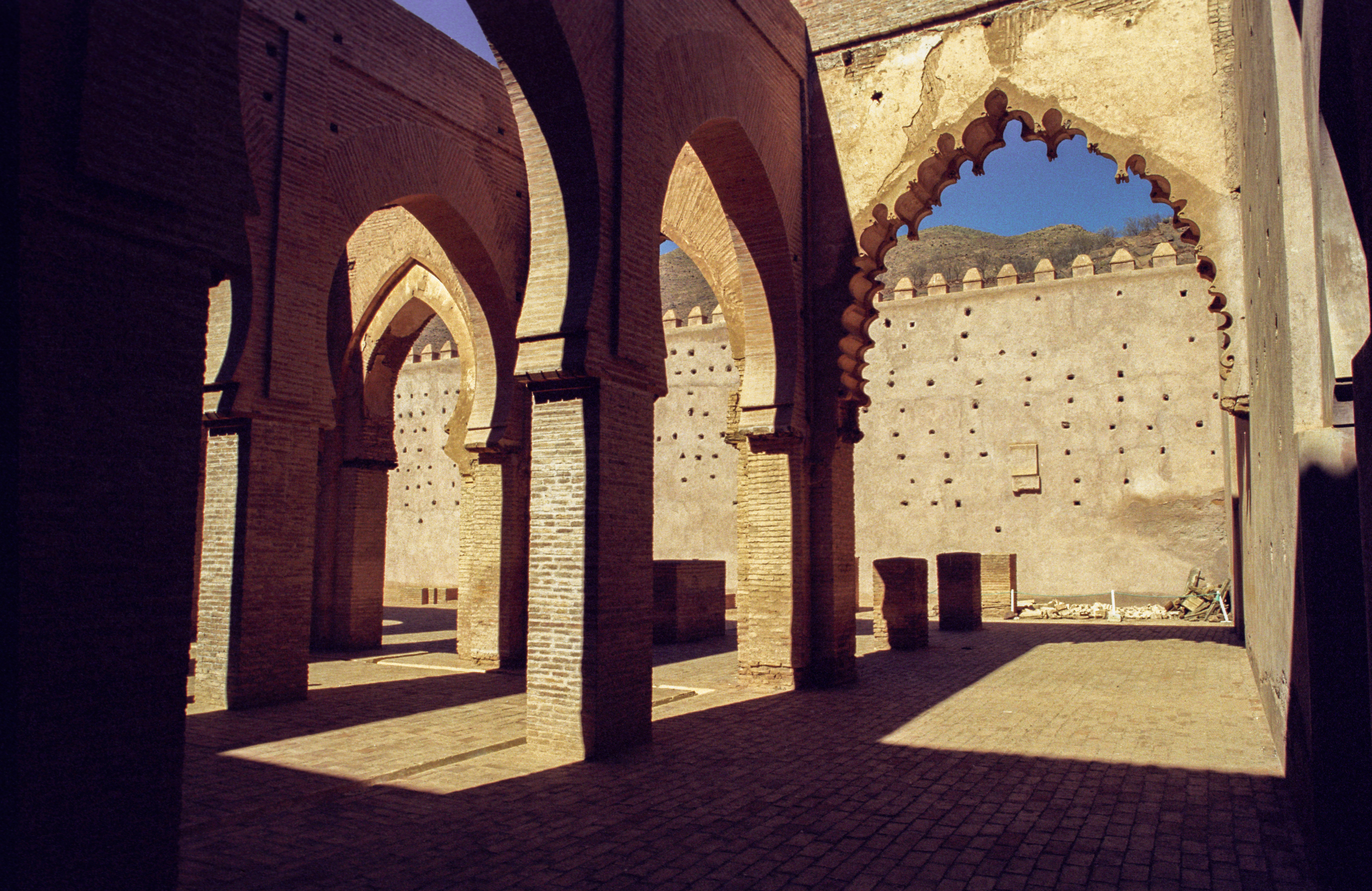
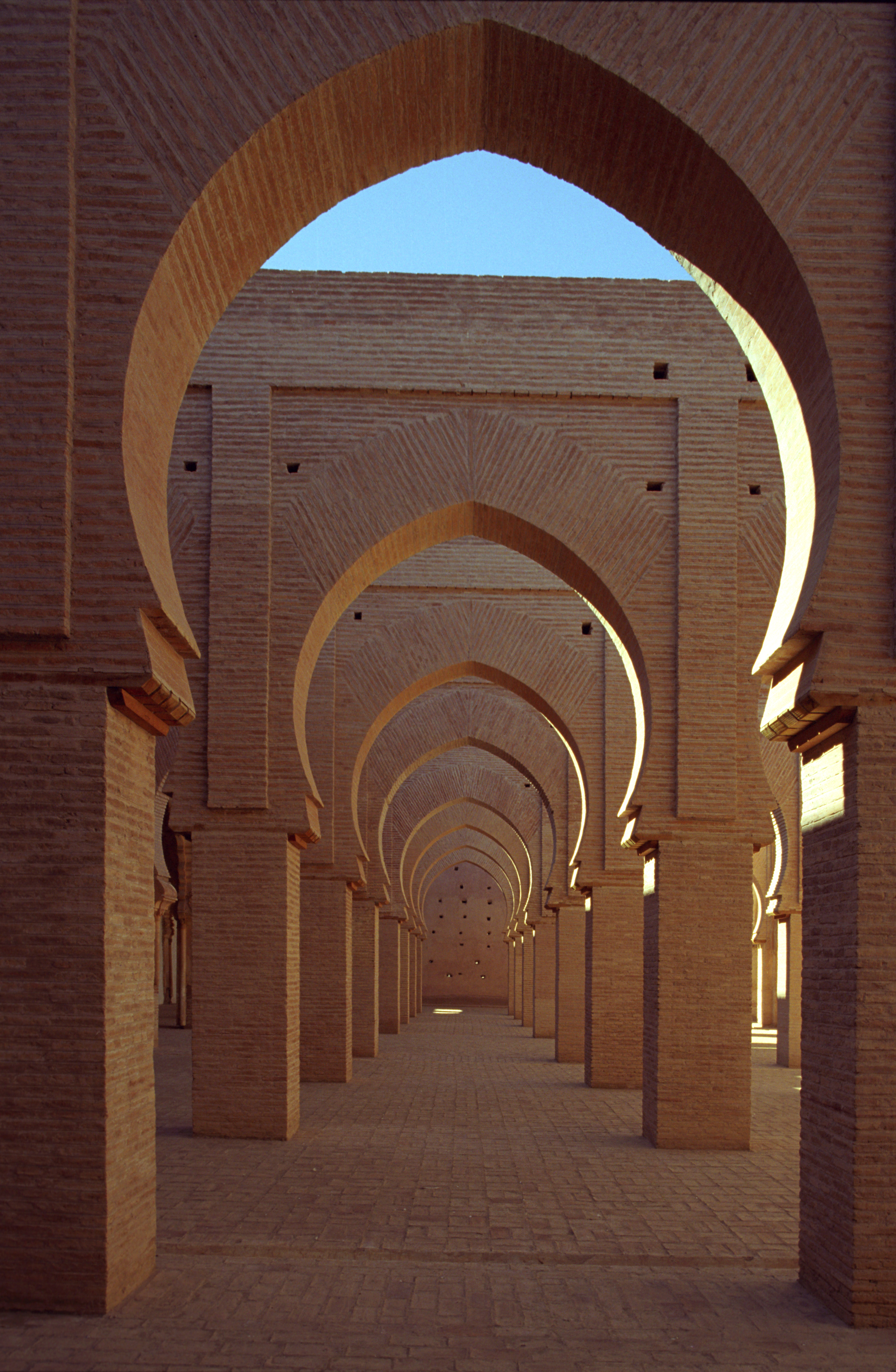
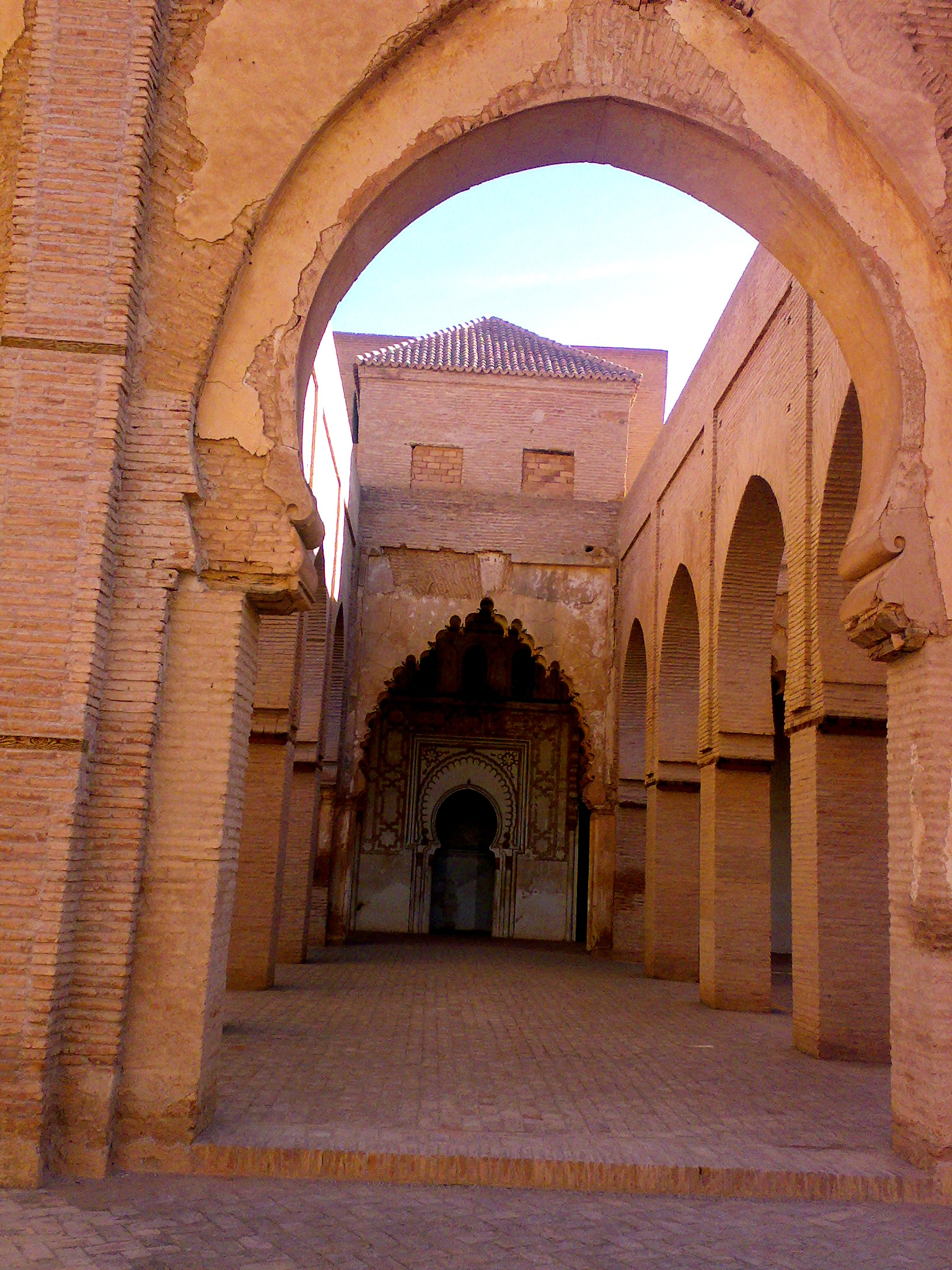
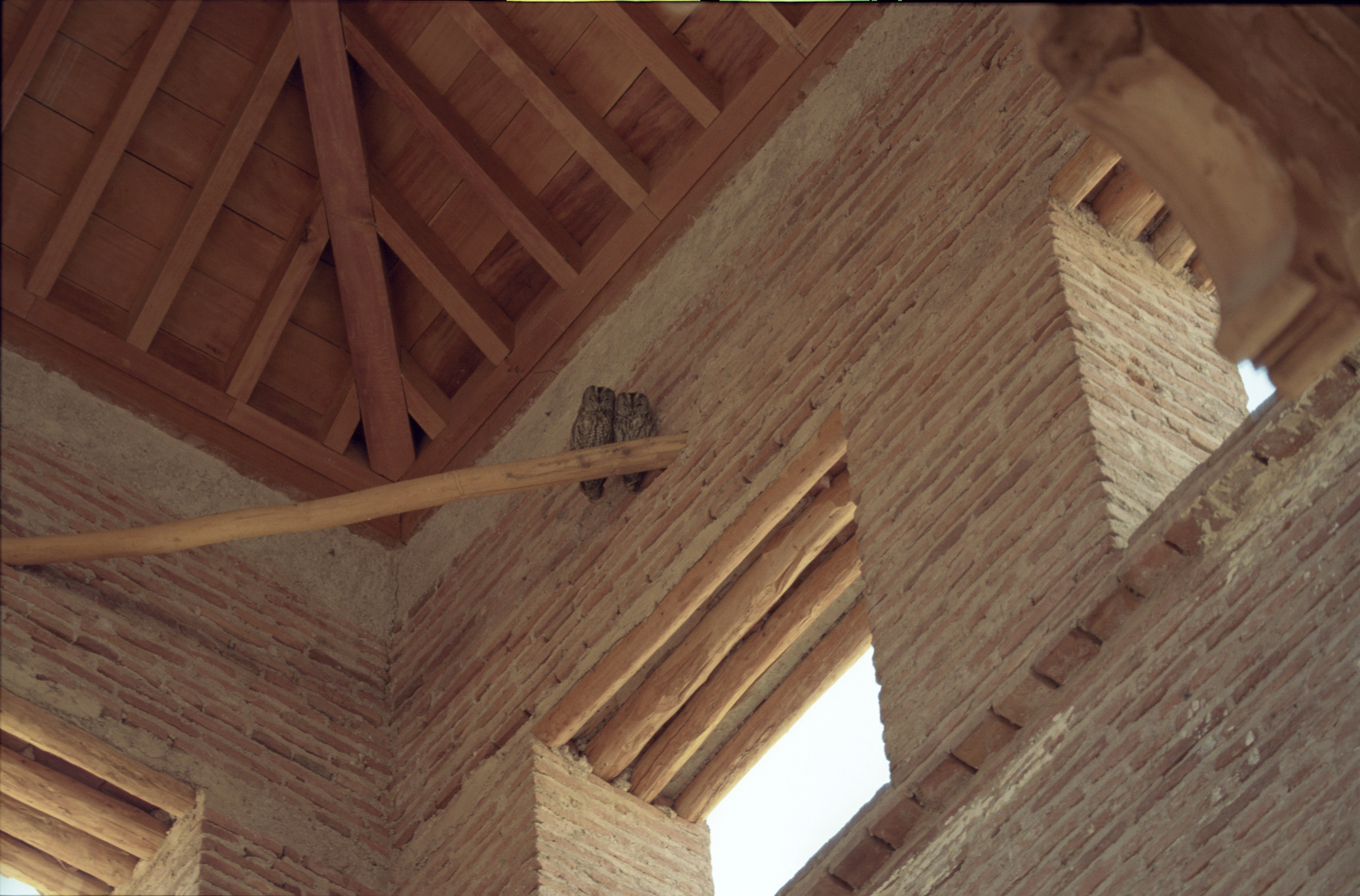
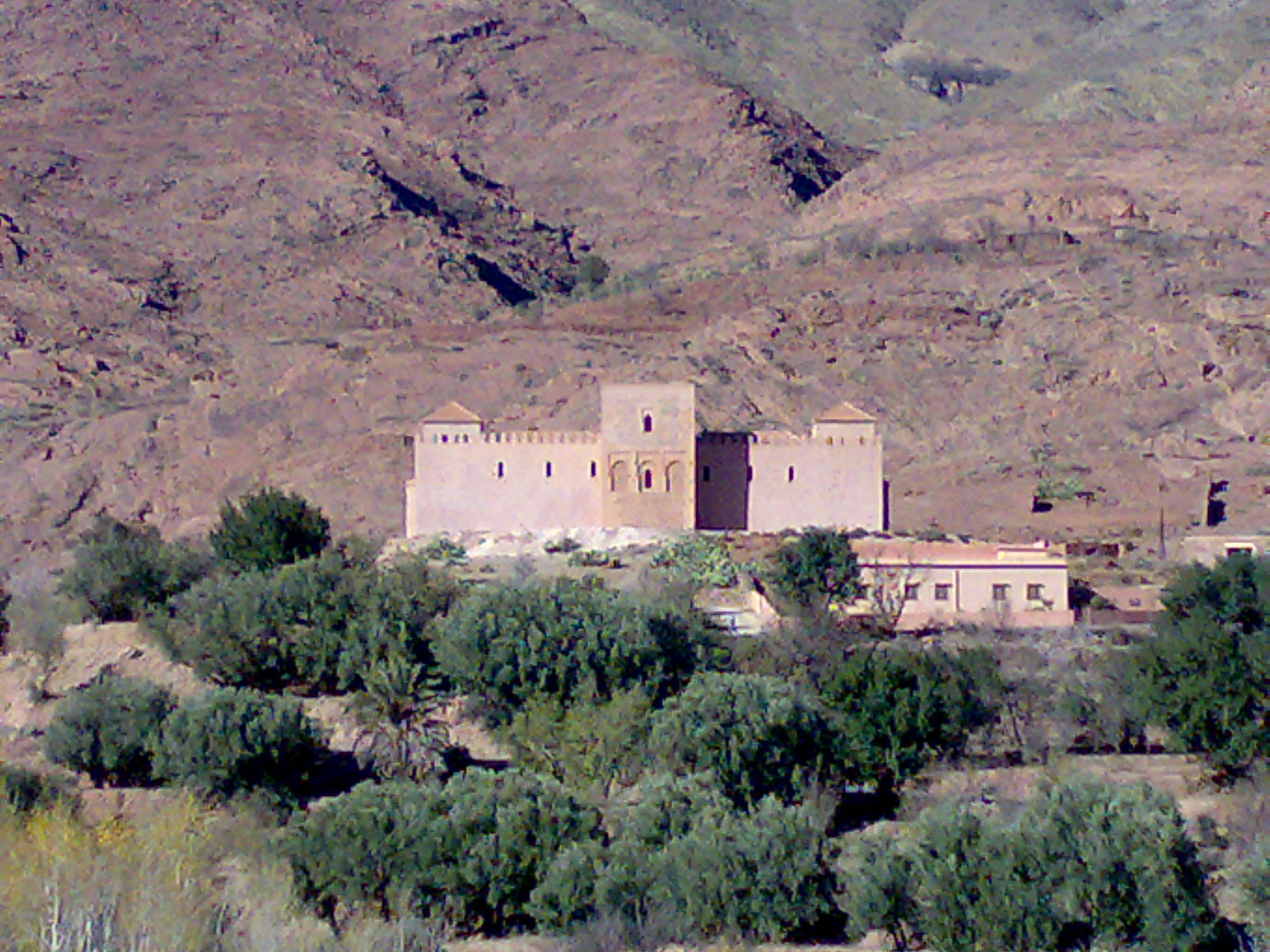